# ريتشارد هيل (لاعب كريكت)
ريتشارد هيل (بالإنجليزية: Richard Hill)‏ (12 أغسطس 1861 - 25 ديسمبر 1924) هو لاعب كريكت بريطاني (وحمل سابقاً جنسية المملكة المتحدة لبريطانيا العظمى وأيرلندا).